# Station Piechowice
Station Piechowice is een spoorwegstation in de Poolse plaats Piechowice.